# Eduardo Gutiérrez
Eduardo Gutiérrez (Buenos Aires, 15 de julio de 1851 — 2 de agosto de 1889) fue un escritor argentino que se destacó por sus obras de contenido histórico costumbrista  y gauchesco.
Su novela  más importante fue Juan Moreira, escrita en el año 1880. Esta obra  adquirió gran popularidad y fue llevada al circo criollo, el teatro, el cine y la historieta.
Entre sus otros libros notables figuran Hormiga Negra, Santos Vega y Juan Cuello. 

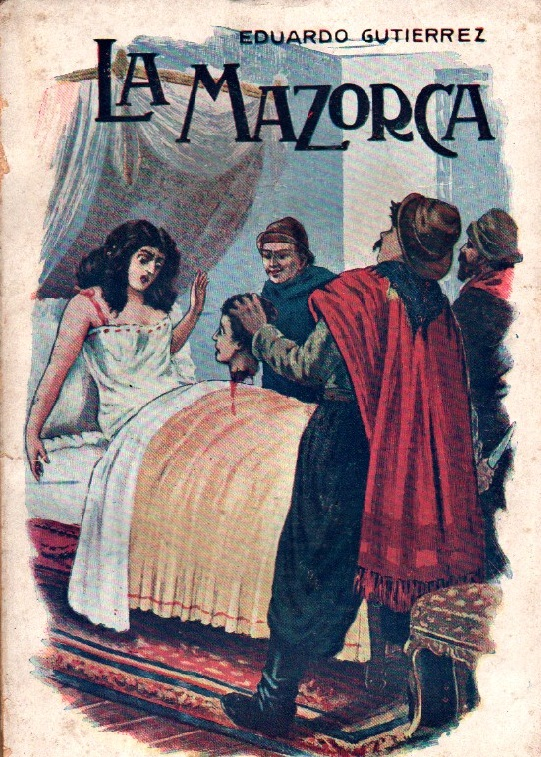
La Mazorca

Además, en sus obras ponía un gran empeño para hacer que el lector se interesara más en sus obras y en leer.

## Obras
- La muerte de un héroe (1871)
- Juan Moreira (1879)
- El tigre del Quequén (1880)
- Santos Vega (1880)
- Juan Cuello (1880)
- Hormiga Negra (1881)
- Juan sin patria (1881)
- Los grandes ladrones (1881)
- La muerte de Buenos Aires (1882)
- Don Juan Manuel de Rosas (1882)
- El rastreador (1884)
- Los montoneros (1884)
- El Chacho (1886)
- Los hermanos Barrientos (1886)
- Antonio Larrea ó Un capitán de ladrones en Buenos Aires (1886)
- Croquis y siluetas militares (1886)
- Ignacio Mongues (1886)
- El puñal del tirano (1888)
- Una amistad hasta la muerte (1891)
- Dominga Rivadavia (1892)
- Pastor Luna (1892)
- Carlo Lanza (1893)
- El asesinato de Álvarez (1896)
- Los enterrados vivos (1896)
- Amor Funesto (1896)
- Una demanda curiosa (1899)
- Un viaje infernal (1899)
- Los siete bravos
- La Mazorca
- Croquis y siluetas militares (Memorias)
- Infamias de una madre